# Manakara
Manakara är en stad och kommun i regionen Fitovinany i den sydöstra delen av Madagaskar. Kommunen hade 44 237 invånare vid folkräkningen 2018, på en yta av 29,08 km². Den ligger intill Indiska oceanen, cirka 365 kilometer söder om Antananarivo. Manakara är huvudort i regionen Fitovinany och har en hamn. Staden är förbunden med järnväg till Fianarantsoa i nordväst.